# グロスター岬の戦い
グロスター岬の戦い（グロスターみさきのたたかい、英語: Battle of Cape Gloucester）は、太平洋戦争（大東亜戦争）中のニューギニア戦線における日本軍とアメリカ・オーストラリア軍の間の戦闘であり、1943年12月末から約1か月間続いた。日本側の呼称はツルブの戦い。
この戦いは連合国の南西太平洋における主な作戦であるカートホイール作戦の主な戦闘であり、第二次世界大戦においてガダルカナル島の戦いに続いて第1海兵師団の2度目の上陸作戦であった。

## 戦闘目的
アメリカとオーストラリア軍の目的は日本がグロスター岬に建設した飛行場の占領およびその拡大にあった。これは日本軍の拠点ラバウルの孤立化を目的とした。またニューギニア島とニューブリテン島の間の海峡の通行を保障するためでもあった。

## 戦闘の経過
グロスター岬上陸の準備は12月15日にはじまった。その日、アメリカ軍の第112騎兵連隊は南岸のアラウエに上陸、日本軍の補給の妨害とともに上陸作戦のカモフラージュとした。
アメリカの侵攻に対し、松田巌率いる日本軍第17師団、および松田指揮下の第65旅団と第51師団の一部が抵抗した。松田の拠点はグロスター岬飛行場から8キロメートルのカリンギにあった。
アメリカ海軍とオーストラリア海軍の援護、そしてアメリカ空軍とオーストラリア空軍の空襲の下、上陸作戦は12月26日に正式に開始した。アメリカウィリアム・リュパータス率いる第1海兵師団は煙幕の中、イエロー・ビーチとグリーン・ビーチに上陸した。上陸軍は沼地と密林に直面したが、日本軍の後方梯隊にしか遭遇せず、上陸は成功した。

## その後
松田支隊は山中に籠って持久戦を行なったが、1ヶ月後ラバウルへの転進命令が出て組織的な戦闘は終結した。ラバウルまでの数百キロメートルに及ぶ転進は過酷なもので、多くの戦病死、餓死者を出した。米海兵隊は1944年4月に撤収した。

## ギャラリー

戦車揚陸艦上でグロスター岬上陸を準備するアメリカ海兵隊
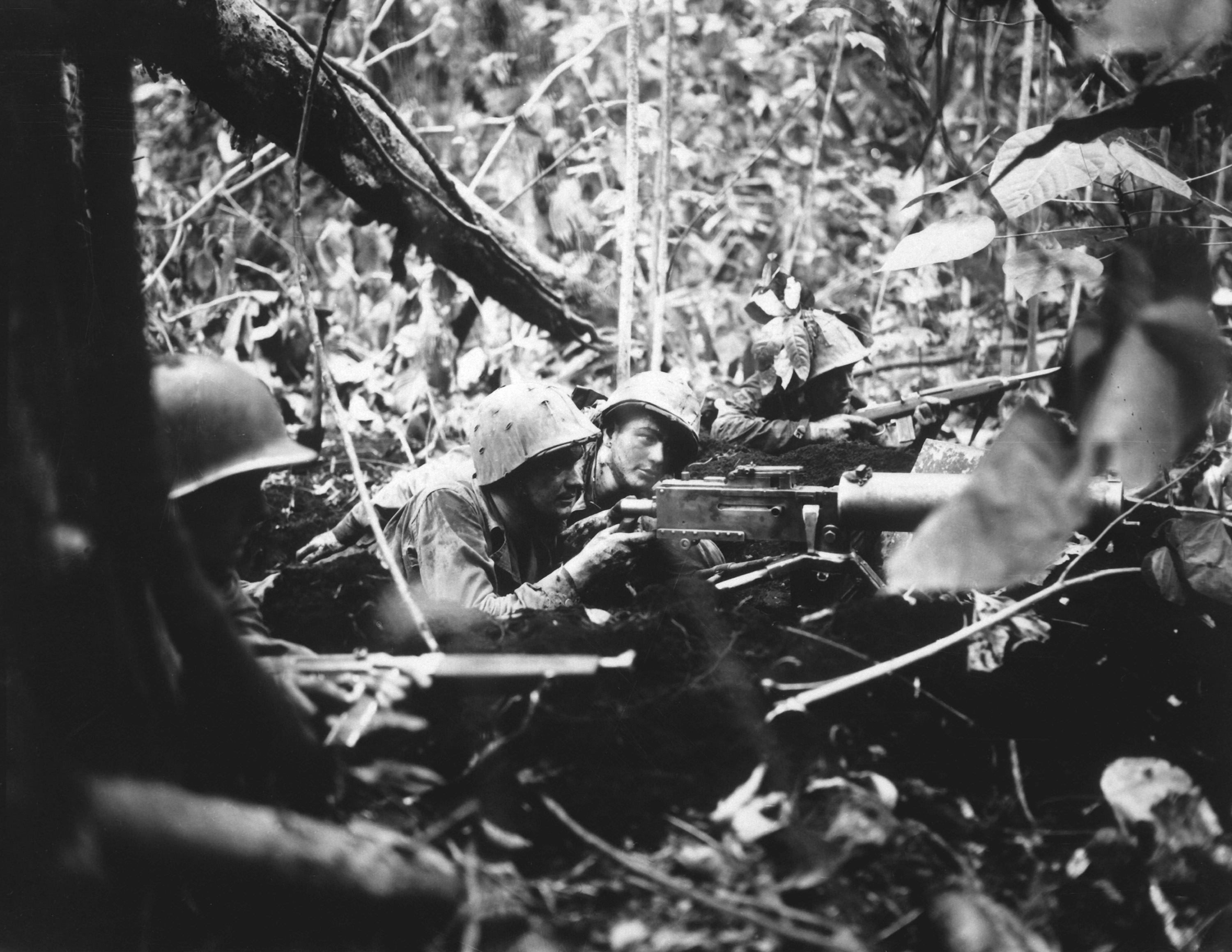
日本の反撃を撃退するアメリカ海兵隊
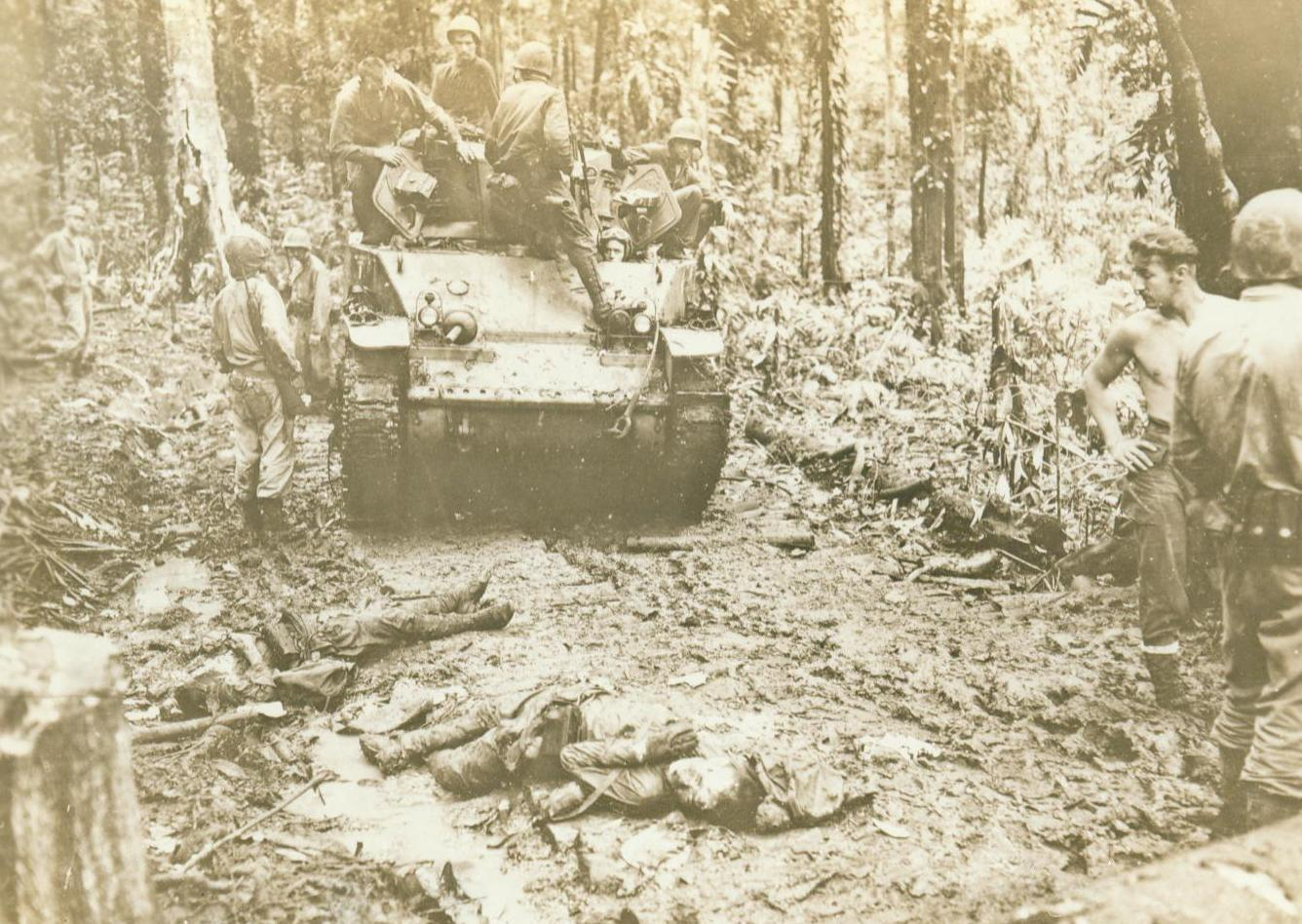
グロスター岬の戦いでアメリカ海兵隊が撮影した写真
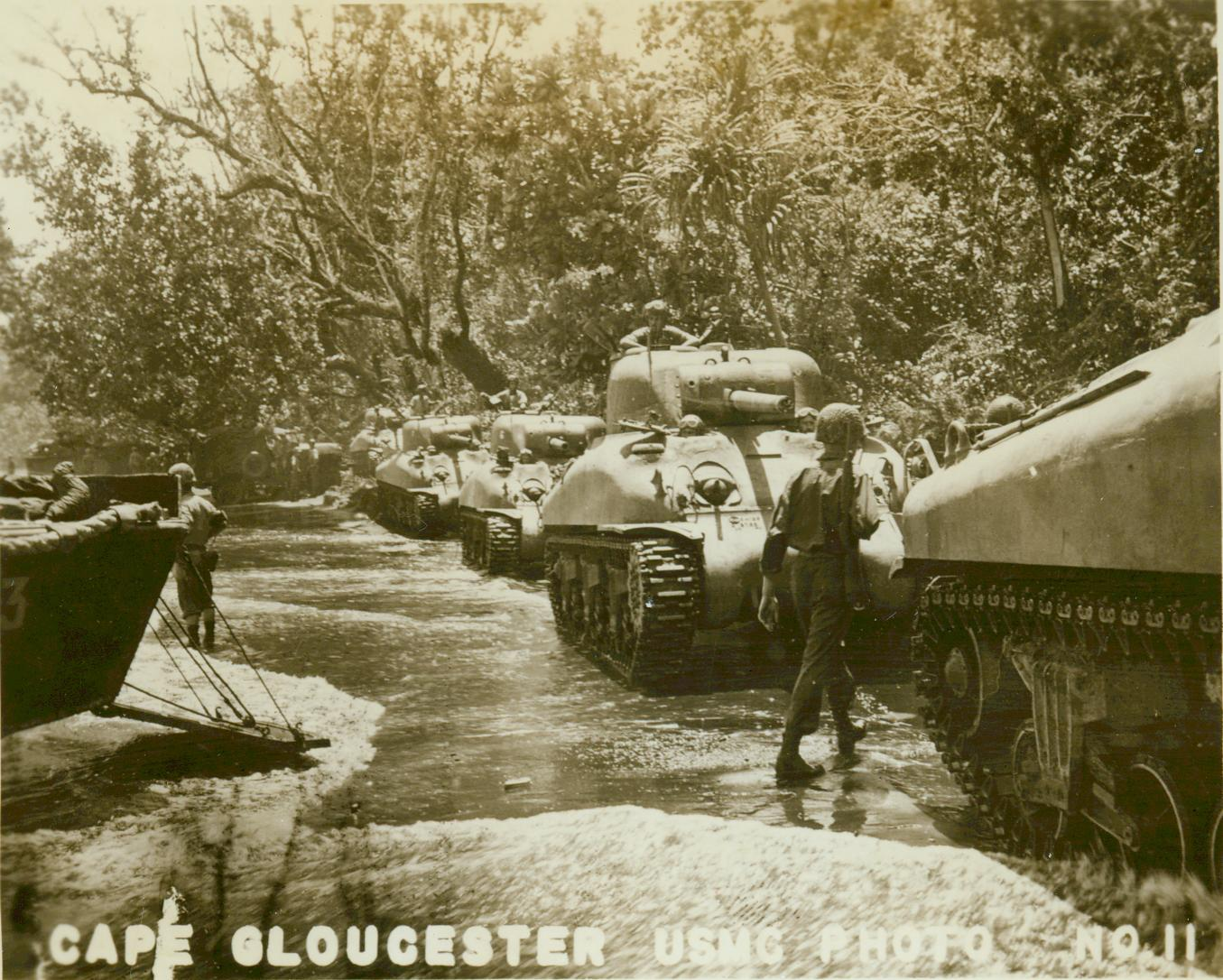
グロスター岬の戦いで使用されたアメリカの戦車
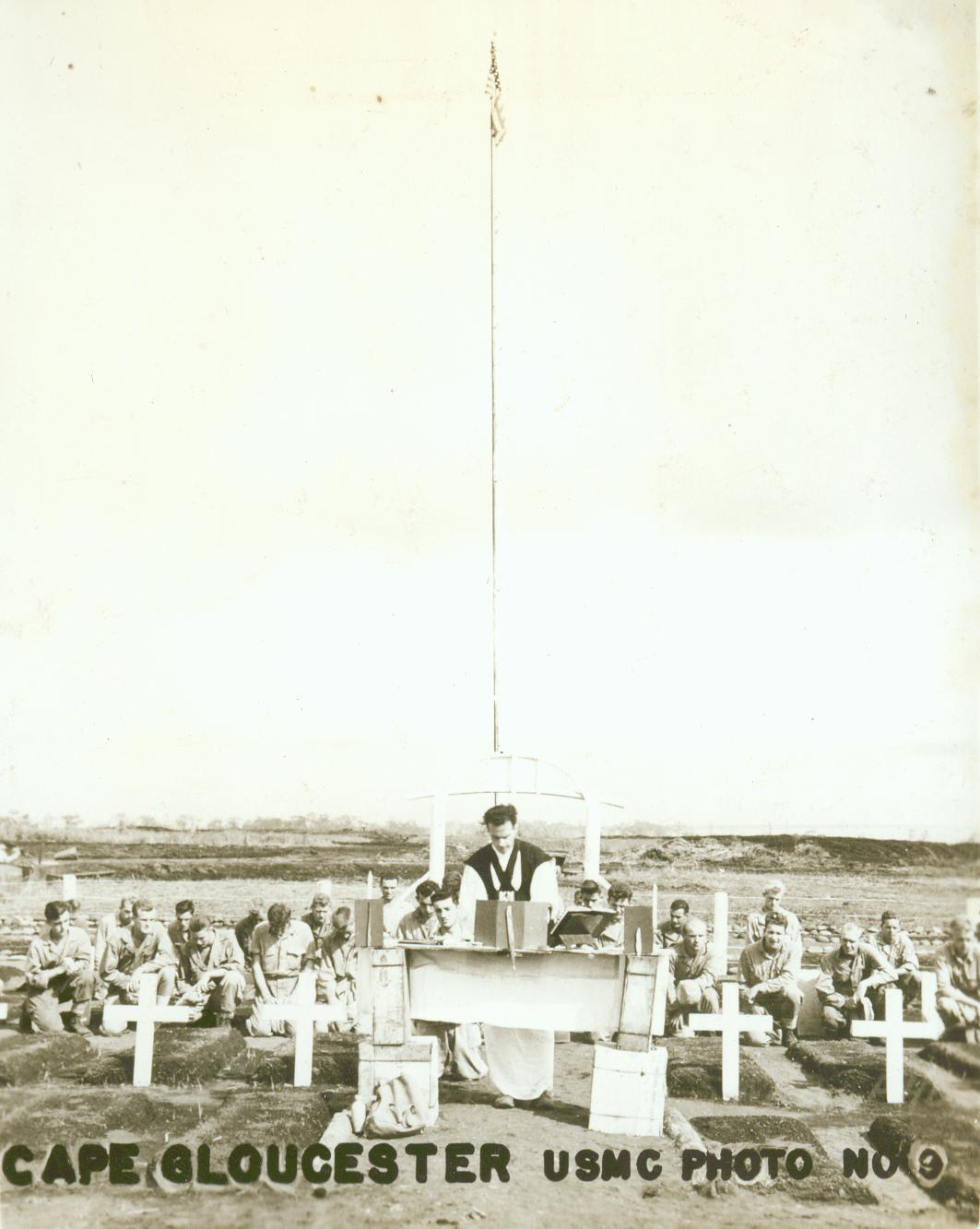
グロスター岬の戦いで死亡した兵士のための追悼式